# Obrenovac
Obrenovac (en cirílico Обреновац) es una ciudad y municipio de Serbia en el distrito de Belgrado.

## Población
En 2002, contaba con 23.620 habitantes de un total de 70.975 en todo el municipio.

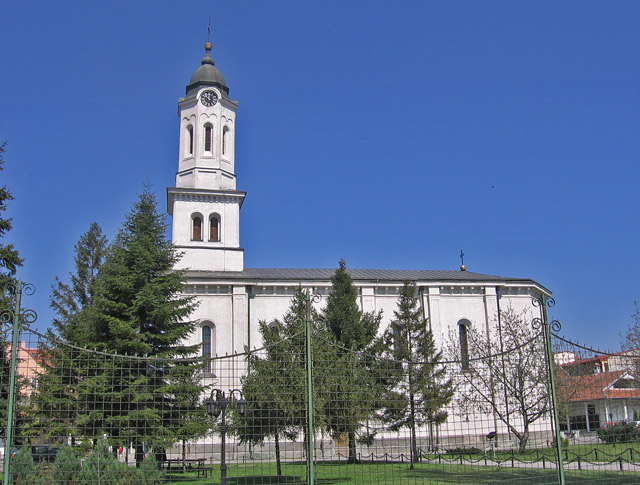
Iglesia de rito ortodoxo en Obrenovac.

## Geografía
Obrenovac se localiza a 30 km de Belgrado, sobre el río Sava. Es una ciudad comercial. En las cercanías se encuentra una central eléctrica que funciona a base de carbón. Asimismo tiene un club de fútbol.

## Historia
En 1999 Obrenovac fue bombardeada por fuerzas de la OTAN, sufriendo daños sobre todo en plantas eléctricas.